# كويلون
كويلون (بالإسبانية: Quellón)‏ هي مدينة ساحلية وبلدية في تشيلي في محافظة شيلوي ، في جنوب جزيرة شيلوي ، إقليم لوس لاغوس . تعتبر المحطة الطرفية الجنوبية للطريق السريع وطريق ساحل المحيط الهادئ السريع . تعد المدينة مركزًا لتربية الأحياء المائية ومصايد الأسماك في جنوب شيلوي وأرخبيل غويتيكاس وتشونوس في الجنوب.

في المدينة يعمل غالبية الرجال على قوارب صغيرة تسمى "lanchas". كما يعمل العديد من الرجال والنساء في مصانع معالجة المأكولات البحرية المحلية.